# Gare de Jiaozhou-Nord
La gare de Jiaozhou-Nord (chinois simplifié : 胶州北站 ; chinois traditionnel : 膠州北站 ; pinyin : Jiāozhōu běi zhàn) est une gare ferroviaire chinoise où se rejoignent la LGV Jiaozhou - Jinan et la LGV Jinan - Qingdao, située au nord de la ville-district de Jiaozhou au sein de la ville-préfecture de Qingdao. 
Elle est mise en service en 2011.

## Situation ferroviaire
Établie à 13 mètres d'altitude, la gare de Jiaozhou-Nord est située au point kilométrique (PK) 063,0 de la LGV Jiaozhou - Jinan, entre les gares de Qingdao-Nord et de Gaomi (ville-district de Gaomi, dans la ville-préfecture de Weifang).

## Histoire
Le chantier de construction de cette nouvelle gare débute en 2009. La mise en service de la gare de Jiaozhou-Nord a lieu le 11 janvier 2011.